# Goldener Spatz 2015
Das 23. Deutsche Kinder-Medien-Festival „Goldener Spatz“ fand vom 31. Mai bis 6. Juni 2015 in Gera und Erfurt statt. Die SPiXEL-Preise wurden am 2. Juni in Gera vergeben, die übrigen Preise am 5. Juni in Erfurt.

## Preisträger

### Preise der Kinderjury
- Kino-/Fernsehfilm: Shana – Das Wolfsmädchen (Shana – The Wolf's Music) (Buch und Regie: Nino Jacusso)
- Kurzspielfilm, Serie/Reihe: Binny und der Geist, Episode: Aufs Pferd gekommen (Regie: Nico Zingelmann)
- Information/Dokumentation: Schau in meine Welt!, Episode: Amanda und das Land am Ende der Straße (Buch und Regie: Agnes Lisa Wegner)
- Minis: Weil ick mich so freue (Buch und Regie: Bernhard Lütke)
- Unterhaltung: Fußballfloskeln aus Die Sendung mit der Maus (Buch und Regie: Jörn Hintzer, Jakob Hüfner)
- Animation: Ooops! Die Arche ist weg... (Regie: Toby Genkel)
- Beste-/r Darsteller/-in: Isolda Dychauk (für ihre Rolle in Von einem, der auszog, das Fürchten zu lernen)

### Online Spatzen
- Beste Website – Thema Natur: abenteuer-regenwald.de
- Bestes IndieGame4Kids: Imagine Earth

### Preis des MDR-Rundfunkrates
- Preis des MDR-Rundfunkrates für das beste Drehbuch: Nino Jacusso für Shana – The Wolf's Music

### Sonderpreis der Thüringer Staatskanzlei
- Regisseur zum besten Kino-/Fernsehfilm: Nino Jacusso

### SPiXEL-Preise
- Kategorie Information/Dokumentation: Das Jugendmagazin Schnappschuss (Jugendredaktion des Offenen Kanals Flensburg)
- Kategorie Animation: Who let the plopp out (Trickfilmgruppe des Thüringer Mediencamps 2014)
- Kategorie Spielfilm: Martin (Klasse 7, Regelschule Berga/Elster)
- Kategorie Natur und Umwelt (Sielmann-SPiXEL): Fit fürs TV: Zirkustiere (TIDE Ferienakademie, Hamburg)